# Bandera Año Jubilar Lebaniego
La Bandera Año Jubilar Lebaniego fue una competición de remo, concretamente de traineras, que se celebró en Pedreña (Cantabria) en el año 2017, organizada por la Sociedad Deportiva de Remo Pedreña.
La Bandera incluyó la disputa de dos regatas disputadas el sábado 22 y domingo 23 de julio de 2017, siendo ambas regatas puntuables para la Liga ARC de dicho año. La primera jornada coincidió con la disputa de la XII Bandera Marina de Cudeyo - Gran Premio Dynasol otorgándose la correspondiente bandera al Club Kaiarriba Donostiarra, vencedor de dicha jornada.
La clasificación final de la Bandera Año Jubilar Lebaniego se obtuvo sumando los tiempos de las dos jornadas disputadas otorgándose la bandera a la tripulación cuyo tiempo total fuese menor, resultando vencedor nuevamente el Club Kaiarriba Donostiarra.
Las regatas se disputaron en la bahía de Santander colocándose las balizas de salida y meta frente al puerto de Pedreña y disponiendo las calles con orientación oeste, pasando frente a Punta del Rostro. Se bogaron cuatro largos y tres ciabogas lo que totalizó un recorrido de 3 millas náuticas que equivalen a 5556 metros. Ambas regatas se desarrollaron por el sistema de tandas en línea. 

## Clasificación
| Pos. | Club                    | Trainera         | Jornada 1 | Jornada 2 | Tiempo total |
| ---- | ----------------------- | ---------------- | --------- | --------- | ------------ |
| 1    | Donostiarra             | Torrekua         | 20:24.65  | 20:17.70  | 40:42.35     |
| 2    | Santurtzi-Iberdrola     | Sotera           | 20:32.29  | 20:31.69  | 41:03.98     |
| 3    | Getaria                 | Esperantza       | 20:43.50  | 20:37.86  | 41:21.36     |
| 4    | Zumaia                  | Telmo Deun       | 20:56.66  | 20:41.42  | 41:38.08     |
| 5    | Pedreña                 | Seve Ballesteros | 20:53.88  | 20:46.10  | 41:39.98     |
| 6    | Lekittarra-Elecnor-BM   | Lekittarra       | 20:53.02  | 20:49.67  | 41:42.69     |
| 7    | Deusto-Bilbao           | Tomatera         | 21:00.67  | 20:43.04  | 41:43.71     |
| 8    | Zarautz-Navascal        | Enbata           | 21:03.46  | 21:06.61  | 42:10.07     |
| 9    | Arkote-Helvetia         | Plentzitarra     | 21:17.59  | 21:15.81  | 42:33.40     |
| 10   | Orio B-Babyauto         | Txiki            | 21:14.64  | 21:22.84  | 42:37.48     |
| 11   | Portugalete-Mendeurrena | Jarrillera       | 21:19.97  | 21:23.80  | 42:43.77     |
| 12   | Hondarribia B-NT2       | Ama Guadalupekoa | 21:58.62  | 22:01.47  | 44:00.09     |

| Color  | Resultado |
| ------ | --------- |
| Oro    | Ganador   |
| Plata  | Segundo   |
| Bronce | Tercero   |
| Verde  | Puntuó    |